# جورج ن. غيليت جونيور
جورج ن. غيليت جونيور (بالإنجليزية: George N. Gillett, Jr.)‏ هو مالك فريق ناسكار ‏ ورائد أعمال أمريكي، ولد في 22 أكتوبر 1938 في راسين في الولايات المتحدة.